# Courtagnon
Courtagnon ist eine französische Gemeinde mit 74 Einwohnern (Stand: 1. Januar 2022) im Département Marne in der Region Grand Est. Sie gehört zum Arrondissement Reims und zum Kanton Fismes-Montagne de Reims. Die Einwohner werden Courtaisant genannt. Courtagnon lag im Kriegsgebiet des Ersten Weltkriegs. In diesem Zusammenhang wurde die Gemeinde am 30. Mai 1921 mit dem Croix de guerre ausgezeichnet.

## Geographie
Courtagnon liegt etwa zehn Kilometer südlich beziehungsweise südwestlich von Reims in der Champagne. Angrenzende Gemeinden sind Sermiers im Osten, Nanteuil-la-Forêt im Südwesten und Chamery im Norden. Die Landschaft ist hügelig und weitgehend bewaldet. Auf den unbewaldeten Flächen dominiert der Weinanbau. Courtagnon liegt im Anbaugebiet für Champagner. Das Dorf liegt mitten im Parc naturel régional de la Montagne de Reims, einem 1976 gegründeten etwa 53.300 Hektar großen regionalen Naturpark.

## Bevölkerungsentwicklung
Seine höchste dokumentierte Bevölkerung hatte Courtagnon unmittelbar nach der Französischen Revolution 1793 mit 136 Einwohnern. In den folgenden etwa 180 Jahre fiel die Bevölkerung stetig, bis 1975 ein Minimum von nur noch 17 Menschen im Ort erreicht wurde. Darauf gab es einen Zuzug neuer Bewohner und so stieg die Zahl innerhalb relativ kurzer Zeit wieder auf bis 66 im Jahr 2006 an. 2011 lebten offiziell 54 Menschen im Ort.
| Jahr      | 1793 | 1800 | 1851 | 1901 | 1946 | 1975 | 1999 | 2006 | 2011 | 2018 |
| --------- | ---- | ---- | ---- | ---- | ---- | ---- | ---- | ---- | ---- | ---- |
| Einwohner | 136  | 114  | 65   | 32   | 39   | 17   | 45   | 66   | 54   | 66   |

## Sehenswürdigkeiten
Die Dorfkirche L’Église de la Sainte Croix de Septembre wird heute nicht mehr als Kirche genutzt. Sie wird von der Verwaltung des Regionalparks verwendet. Daneben existiert noch ein ehemaliger kleiner Herrensitz, das Château de Courtagnon.

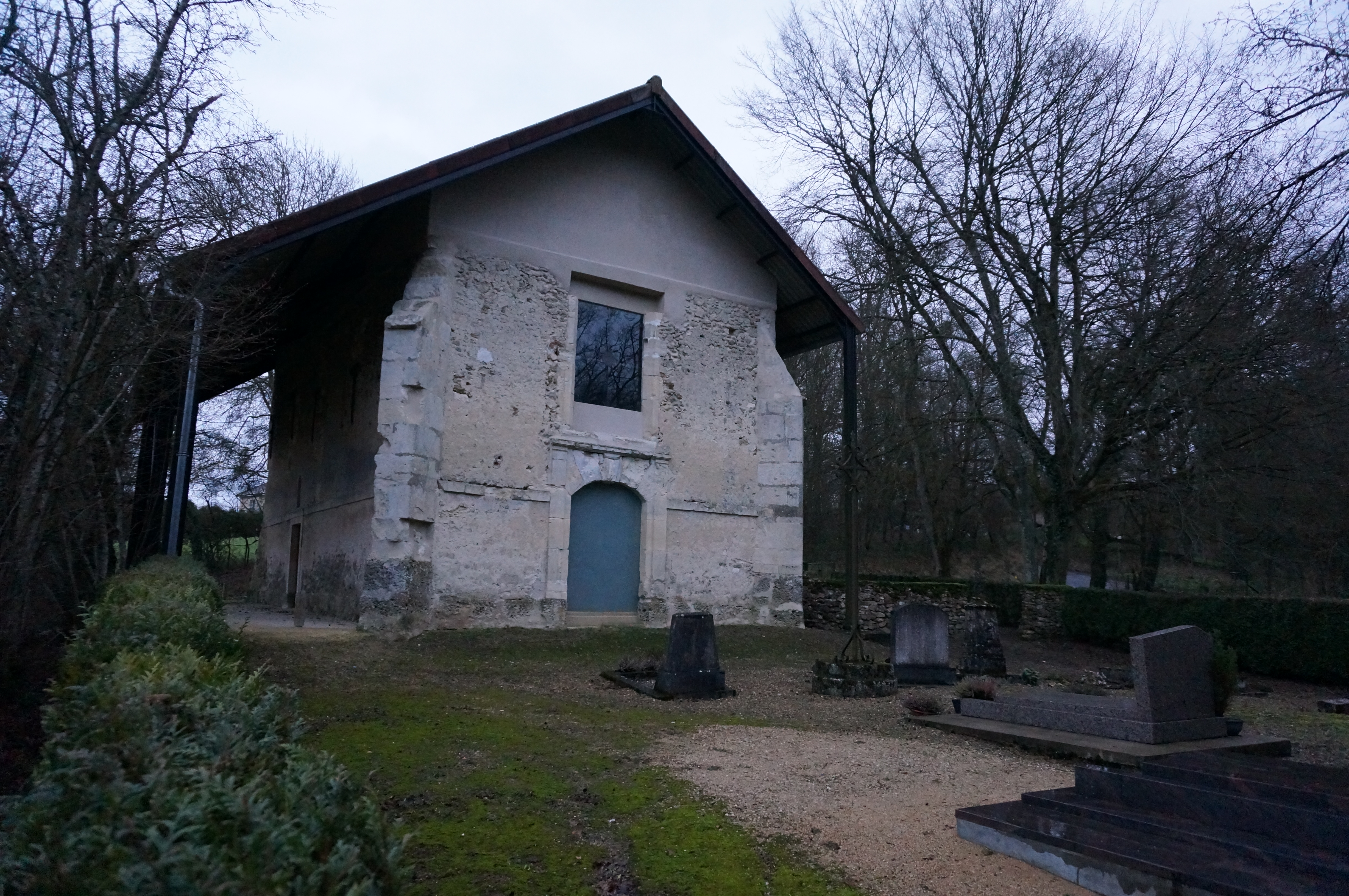
Ehemalige Kirche Sainte Croix de Septembre